# أوروم

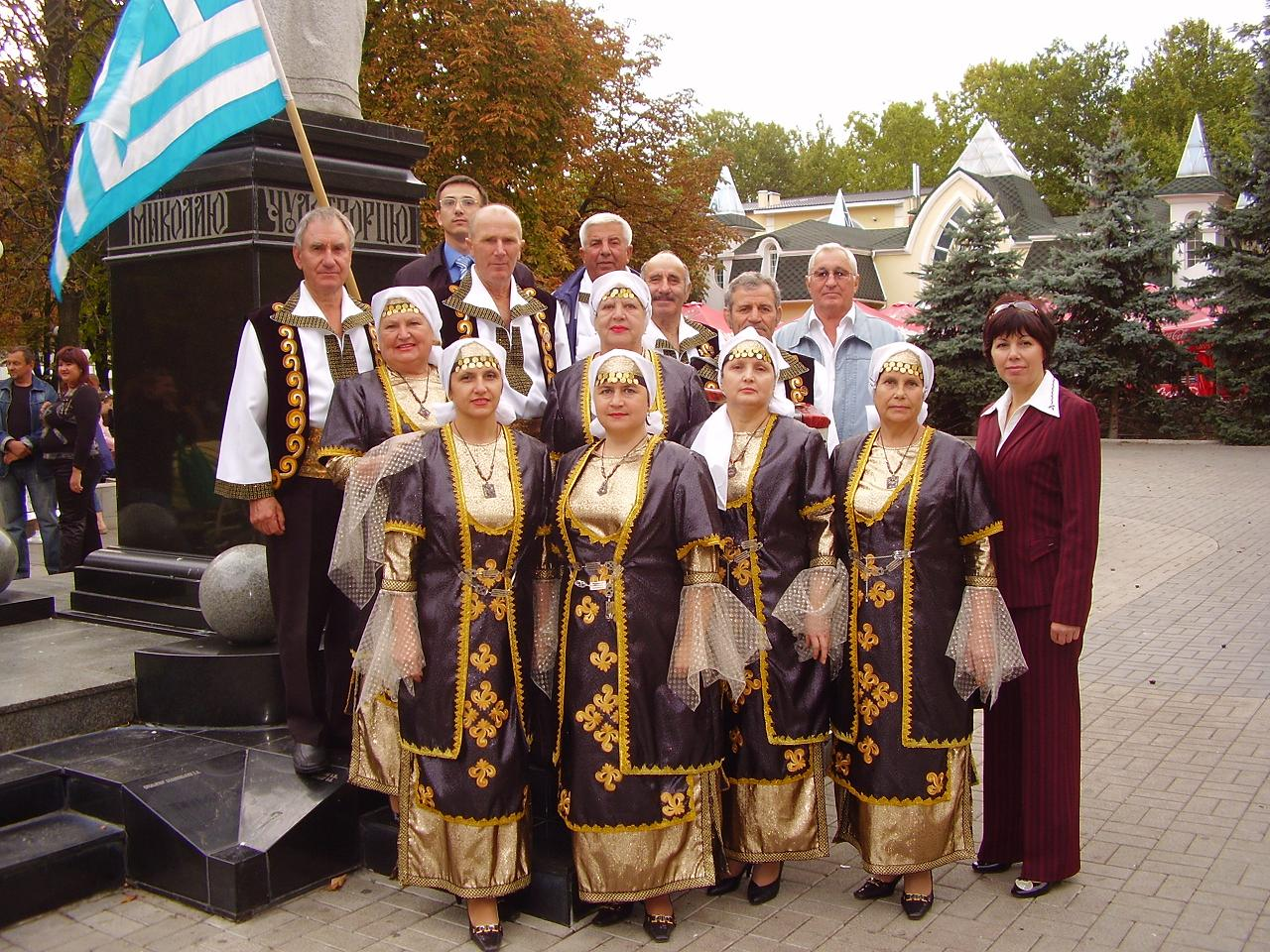

أوروم (باليونانيّة: Ουρούμ؛ بالتركيّة: Urúm؛ بالتتاريّة القرميّة: Urum) هو مصطلح تاريخي واسع النطاق الذي تم استخدامه من قبل بعض الشعوب الناطقة بالتركية (الأتراك وتتار القرم) لوصف اليونانيين الذين يعيشون في الدول المسلمة، وخاصًة في الدولة العثمانية وشبه جزيرة القرم. في الاثنوغرافيا المعاصرة لا ينطبق المصطلح إلاّ على اليونانيين الناطقين بالتركية. على مر التاريخ مارس الأوروم الديانة المسيحية على مذهب الأرثوذكسية الشرقية وحافظوا على ثقافة خاصة من خلال تقاسم الثراث اليوناني والتركي.